# Dikloretan
Dikloretan (C2H4Cl2, 1,2-dikloretan, etilen klorid, etilen diklorid, eten diklorid, nizozemska tekućina, nizozemsko ulje, Freon 150, DCA, EDC) je bezbojan kemijski spoj kloriranog ugljikovodika (etilena). Ima miris poput kloroforma. Nestabilan je u prisutnosti aluminija. Točka vrelišta mu je 84°C.

## Uporaba
Uglavnom se upotrebljava za dobivanje tiokola A, etilendiamina, te vinilklorid monomera (VCM - jer je glavni prekursor za proizvodnju PVC-a). Također se koristi i kao posrednik u drugim organskim kemijskim spojevima, te kao tekuće otapalo za suho čišćenje.
Otrovan je kao i njegove pare, pa se manje koristi kao otapalo, jedino u laboratorijima. Danas mu toluen jeftinija i sigurnija zamjena.

## Dobivanje
Može se dobiti prevođenjem etilena i klora preko bezvodnog kalcijevog klorida, željezova(III) klorida, bakra ili željeza na 80°-100°C.
Dodavanje klora može se izvesti i u tekućoj fazi na 40°C, uz otapalo etilenklorid ili neki drugi klorirani ugljikovodik. Adiciju prati i inducirana supstitucija, tj. supstitucija koja se odvija u prisutnosti, ali ne u odsutnosti olefina. Supstitucija se znatno smanji ako je prisutna mala količina željeznog(III) klorida. Etilenklorid također je koprodukt reakcije hipokloraste kiseline i etilena.
H2C = CH2 + Cl2 --> ClCH2-CH2Cl
2 H2C = CH2 + 4 HCl + O2 --> 2 ClCH2-CH2Cl + 2 H2O